# Élections étatiques de 2024 dans l'État de Veracruz
Les élections étatiques de 2024 dans l'État de Veracruz se tiennent le 2 juin 2024, afin d'élire le gouverneur de l'État de Veracruz pour un mandat de six ans, et les 50 membres du congrès étatique, pour un mandat de trois ans.

État de Veracruz.

## Gouverneur

### Mode de scrutin
Le gouverneur est élu au scrutin uninominal majoritaire à un tour.

### Résultats
|                        | Continuons de faire l’histoire - Mouvement de régénération nationale (MORENA) - Parti vert écologiste du Mexique (PVEM) - Parti du travail (PT) - Force pour le Mexique (FxM) | Rocío Nahle García (MORENA)         | 2 124 130 | 60,43 |  |  |
|                        | Force et coeur pour Veracruz - Parti révolutionnaire institutionnel (PRI) - Parti action nationale (PAN) - Parti de la révolution démocratique (PRD)                          | José Francisco Yunes Zorrilla (PRI) | 1 145 821 | 32,60 |  |  |
|                        | Mouvement citoyen (MC) | Hipólito Deschamps                  | 245 067   | 6,97  |  |  |
|                        | |                                     |           |       |  |  |
| Suffrages exprimés     | Suffrages exprimés | Suffrages exprimés                  | 3 515 018 | 97,47 |  |  |
| Votes nuls             | Votes nuls | Votes nuls                          | 91 304    | 2,53  |  |  |
| Total                  | Total | Total                               | 3 606 322 | 100   |  |  |
| Abstention             | Abstention | Abstention                          | 2 474 443 | 40,69 |  |  |
| Inscrits/Participation | Inscrits/Participation | Inscrits/Participation              | 6 080 765 | 59,31 |  |  |

## Congrès étatique

### Mode de scrutin
Le Congrès d'État de Veracruz est constitué de 50 députés, élus selon un système mixte. 30 députés sont élus au scrutin uninominal majoritaire à un tour dans autant de circonscriptions, tandis que les 20 députés restants sont élus au scrutin proportionnel plurinominal. Les électeurs n'ont cependant qu'un seul vote.

### Résultats
|                                                |                                                |                                              |           |       |       |               |               |    |               |               |  |  |  |  |
| Parti                                          | Parti                                          | Parti                                        | Voix      | %     | +/-   | C             | +/−           | L  | Total         | +/-           |  |  |  |  |
|                                                |                                                | Mouvement de régénération nationale (MORENA) | 1 743 773 | 50,22 | 12,83 | 21            | 1             | 9  | 30            | 2             |  |  |  |  |
|                                                | Parti vert écologiste du Mexique (PVEM)        | 236 103                                      | 6,80      | 0,69  | 4     | 1             | 2             | 6  | 2             |               |  |  |  |  |
|                                                | Parti du travail (PT)                          | 132 000                                      | 3,80      | 1,38  | 4     | 1             | 1             | 5  | 1             |               |  |  |  |  |
|                                                | Force pour le Mexique (FxM)                    | 82 527                                       | 2,38      | 0,78  | 0     | en stagnation | 0             | 0  | 1             |               |  |  |  |  |
| Total coalition Continuons de faire l’histoire | Total coalition Continuons de faire l’histoire | 2 194 403                                    | 63,20     | 16,00 | 29    | 3             | 12            | 41 | 5             |               |  |  |  |  |
|                                                |                                                | Parti action nationale (PAN)                 | 564 895   | 16,27 | 0,80  | 1             | 3             | 4  | 5             | 3             |  |  |  |  |
|                                                | Parti révolutionnaire institutionnel (PRI)     | 321 719                                      | 9,27      | 1,23  | 0     | en stagnation | 2             | 2  | en stagnation |               |  |  |  |  |
|                                                | Parti de la révolution démocratique (PRD)      | 96 341                                       | 2,77      | 3,08  | 0     | en stagnation | 0             | 0  | 1             |               |  |  |  |  |
| Total Force et coeur pour Veracruz             | Total Force et coeur pour Veracruz             | 982 955                                      | 28,32     | 3,50  | 1     | 3             | 6             | 7  | 4             |               |  |  |  |  |
|                                                | Mouvement citoyen (MC)                         | Mouvement citoyen (MC)                       | 294 930   | 8,49  | 1,18  | 0             | en stagnation | 2  | 2             | en stagnation |  |  |  |  |
|                                                |                                                |                                              |           |       |       |               |               |    |               |               |  |  |  |  |
| Suffrages exprimés                             | Suffrages exprimés                             | Suffrages exprimés                           | 3 472 288 | 96,46 |       |               |               |    |               |               |  |  |  |  |
| Votes nuls                                     | Votes nuls                                     | Votes nuls                                   | 12 507    | 3,54  |       |               |               |    |               |               |  |  |  |  |
| Total                                          | Total                                          | Total                                        | 3 599 795 | 100   | -     | 30            | en stagnation | 20 | 50            | en stagnation |  |  |  |  |
| Abstention                                     | Abstention                                     | Abstention                                   | 2 480 970 | 40,80 |       |               |               |    |               |               |  |  |  |  |
| Inscrits/Participation                         | Inscrits/Participation                         | Inscrits/Participation                       | 6 080 765 | 59,20 |       |               |               |    |               |               |  |  |  |  |